# Luiz Mario Gazzaneo
Luiz Mario Gazzaneo (Maceió, 22 de outubro de 1927 — Rio de Janeiro, 12 de outubro de 2012), foi um jornalista brasileiro.

## Biografia
Nascido em Maceió, estado de Alagoas, no seio de uma família italiana radicada na cidade de São Paulo, Luiz Mário Gazzaneo ligou-se desde jovem ao movimento anti-fascista, aproximando-se do Partido Comunista Brasileiro (PCB) já em 1944, em plena ditadura do Estado Novo. No ano seguinte, integra o grupo que iria organizar o famoso Comício do Pacaembu, quando Luiz Carlos Prestes é praticamente apresentado ao povo de São Paulo, após cumprir nove anos de cárcere. O discurso de Prestes, nessa ocasião, entrou para o imaginário político brasileiro, tamanha a carga emotiva com que se revestiu. Além disso, o poeta comunista chileno Pablo Neruda leu, diante de uma massa composta por cerca de 110 mil pessoas, um belo poema em homenagem à liberdade recém-conquistada de Luiz Carlos Prestes. O Comício do Pacaembu entraria assim para a História.
Desde jovem, Luiz Mário Gazzaneo se interessaria pelo cinema, o jornalismo e a militância política. Mas não necessariamente nessa ordem. No que tange mais especificamente à política, destacou-se logo como secretário da célula comunista - integrada por mais de 200 pessoas - no bairro do Bom Retiro, tradicional reduto judaico de São Paulo. Isso, no imediato pós-guerra. No decorrer da década de 50, ele fixa residência no Rio de Janeiro e passa a trabalhar em jornais comunistas, como Novos Rumos, fechado pelos golpistas, em 1964. Luiz Mário Gazzaneo dividia então a redação do semanário comunista com figuras como Mário Alves e Orlando Bonfim, assassinados pela ditadura militar na década de 70. O jornal contava ainda com a colaboração voluntária de inúmeros militantes comunistas, jornalistas ou não.
Com o advento do golpe militar, Gazzaneo sofre todo tipo de perseguições e passa a colaborar, na mais absoluta clandestinidade, no jornal Voz Operária, órgão oficial do Comitê Central do PCB. Tratava-se de uma das atividades mais arriscadas sob a ditadura, conforme seria comprovado com a repressão que atingiria o jornal em meados dos anos 70.
Paralelamente, Luiz Mário Gazzaneo procurou exercer uma atividade jornalística legal. Assim, atua em cotidianos importantes como O Globo e Jornal do Brasil, adotando posição de chefia ou atuando como editorialista. Com a derrocada da ditadura, em 1985, pôde finalmente trabalhar com maior liberdade e, no final da década de 90, assume a função de assessor de imprensa do Instituto Brasileiro de Geografia e Estatística (IBGE), mais exatamente na gestão de Sérgio Besserman Vianna.
Vinculado à cultura italiana, Luiz Mario Gazzaneo traduziu para o português obras clássicas do pensamento social da península, como Maquiavel, a política e o Estado moderno, de Antonio Gramsci, e Breve história das religiões, de Ambrogio Donini. Gazzaneo sempre pautou sua atuação por uma identificação com as idéias do Partido Comunista Italiano, em particular aquelas de Antonio Gramsci, Palmiro Togliatti e Enrico Berlinguer, líderes históricos daquele partido. 

## Morte
Faleceu no Instituto Nacional de Cardiologia, em Laranjeiras, Cidade do Rio de Janeiro a 12 de outubro de 2012, aos 84 anos. Seu corpo foi cremado no cemitério do Caju, na zona portuária do Rio.